# グレッグ・レモン
グレッグ・レモン（Greg LeMond、1961年6月26日 - ）は、アメリカ合衆国の元自転車プロロードレース選手。1986年、1989年、1990年にアメリカ人としては大会史上初となるツール・ド・フランス個人総合優勝を達成したほか、1983年、1989年の世界選手権を制している。

## キャリアのスタート

### アマチュア時代
レモンはもともと、スキー選手として活躍しており、夏場のトレーニングの一環として自転車に乗っていた。初めてロードバイクを買ったのは13歳の時で、芝刈りのアルバイトで貯めたお金で10段変速の自転車を買ったのが始まりであった。1976年頃からは父親に連れられてロードレースに参加するようになった。
しかしそこで非凡なる成績を示し、1979年のジュニア世界選手権の代表に選出された。ここでロードで金メダル、そして他競技でも銀と銅を獲得し、わずか18歳でオリンピック代表に選出された。しかし、モスクワ五輪はアメリカがボイコットしたため、実際にオリンピックでその姿を見ることは叶わなかった。

### プロに転向
1981年に、プロとしての一歩を踏み出した。前述したジュニア世界選手権・個人ロードで優勝したレモンの才能を、当時ベルナール・イノー、ローラン・フィニョンが所属していたルノー・エルフ＝ジタンチームの監督であったシリル・ギマールが見出したことがきっかけであった。
プロ入り1年目の1981年にはクアーズ・クラシックで優勝、続く2年目の1982年にはツール・ド・ラブニールで優勝と早速結果を残した。
同1982年の世界選手権プロロードレースでは、レモンは優勝目前と見られながらも、最後は優勝したジュゼッペ・サローニの強烈なスプリント力に屈した。しかし、経験ではなく実力で2位になれることを証明し、翌1983年のアメリカ人初の世界選手権優勝へとつながってゆく。

## ヨーロッパのロードレース文化との軋轢
フランスのプロチームであるルノー・エルフでプロとしてのキャリアを歩み始めたが、アメリカ人であるレモンはヨーロッパの伝統的なロードレースにおける食事管理や体調管理の考え方と衝突することが多くなった。一例としては、大のアイスクリーム好きであるレモンは「アイスクリームは体に悪い」と信じるチームと衝突した。レモンは当時をこう回想している。「フランスの自転車選手って、レースに何が良いかってことに、とても強い固定観念を持ってますね」「アイスクリームは悪いがチーズなら良いとか、ワインは良いけどピザは駄目とか。何が良くて何が悪いかは自転車レース界の伝統によって決まるものみたいに考えてるんです」。
ダイエットや体重管理、その他の体調管理ひとつひとつに関する考え方でも、アメリカのスポーツ界で身につけてきたレモンの常識はフランスの常識とは齟齬が多く、チームとは軋轢が絶えなかった。最初の頃はチームメイトは誰もがレモンとの同室を嫌がったという。アメリカ人のレモンは、就寝に際して外気を室内に入れるのは良くないと考えるフランス人の常識が理解できず、好んで窓を開け放していたからだった。また後年、ラ・ヴィ・クレール時代のアメリカ遠征ではチームメイトの意識を変えようとアメリカ料理を食べさせようとも試みたが、チームメイトたちはフランス料理しか口にしなかったという。ただしベルナール・イノーだけは例外で、アメリカ料理に関心を示したとレモンは回想している。

## ツール・ド・フランスでの活躍
1984年、レモンはベルナール・イノーとともに、フランスの大富豪ベルナール・タピが立ち上げた新チーム、ラ・ヴィ・クレールに移籍した。そのラ・ヴィ・クレールでイノーのアシストとして参戦した1984年のツール・ド・フランスでは、レモンは初参戦ながら3位でゴールし、マイヨ・ブラン（新人賞）を獲得する。なお、この年の優勝者は後年のライバルであるローラン・フィニョンであり、エースのイノーは2位であった。
1985年のツール・ド・フランスでは第21ステージでアメリカ人初となるステージ優勝を飾る。さらに、1986年のツール・ド・フランスでは、ヨーロッパ以外の出身の選手として初となる総合優勝を飾ったが、これにはツール史上稀にみる、同一チームの選手による争いが伴った（以下に詳述）。また、同年のジロ・デ・イタリア で総合3位となって表彰台に上った。
1986年のジロ・デ・イタリアでもステージ1勝を挙げて総合4位の好結果を残している。

## イノーとの確執

### 1985年ツール
2度目の参戦となった1985年のツール・ド・フランスでは、ラ・ヴィ・クレールのチームで、それまでツール4勝を挙げていたエース、ベルナール・イノーのアシストを務めることになった。その後イノーはレースをリードしていたが、ステージ途中の転倒事故で負傷していた。第17ステージでレモンは、イノーを置き去りにして先頭集団についていった。このため監督であったパウル・ケヒリは、レモンに対し後方に下がるよう指示を出した。しかしステージ終了後、レモンはイノーに2分25秒の差をつけてリードしていた。このため当日の夜、緊急のチームミーティングが開かれた。そこで、オーナーにより「イノーに総合優勝させる」、「レモンにはボーナス（日本円にして約3,000万円）を支給する」というチームオーダーが決定された。このツールでレモンはイノーに次ぐ2位（1分42秒差）でレースを終えたが、イノーのツール・ド・フランス5勝のために、自らの勝利は諦めざるを得なかった。
その後レモンはインタビューで、チームマネージャーとコーチのポール・コークリが、レモンに嘘を伝えていたと暴露した（大切なステージ中、イノーとのレモンの差は+3分以上あると伝えていた）。これに対しイノーは、来年は自分がアシストに回ることを約束した。

### 1986年ツール
しかしながら、1986年のツール・ド・フランスでは12ステージに、イノーは不調のレモンを置き去りにして逃げを決め、5分のアドバンテージをレモンに対し築いた。翌日もイノーは逃げを決めるが、約束を反故にされたことに激怒したレモンがじわじわと盛り返し4分半を取り戻した。パフォーマンスとしてラルプ・デュエズでの頂上ゴールで2人は手を取り合ってゴールして見せたが、イノーはしつこくアタックを続けた。結果的にこの年のツールを制したのはレモンであったが、選手のみならず観客にとってもストレスの溜まるレースとなった。露骨なまでのチーム内での裏切り自体珍しいことだが、それをイノーのようなスター選手が行ったことは衝撃であった。「彼はイオタでまったく僕をアシストしてくれなかった。彼にはもう尊敬の念のかけらすらないよ。それどころかこのレース後は彼とはもう友達でもない。こんな裏切りはありえないよ。」とレース後にレモンは語っている。なお、イノーの行動については「レモンのライバル（とりわけ優勝候補として注目されていたローラン・フィニョン）を罠にかけるため、あえて陽動作戦を実施した」、「（前人未到の）ツール六勝目に目がくらみ、自らの約束を果たさなかった」といった、様々な憶測がなされている。

### クアーズ・クラシックでの決裂
ツール終了後に開催された同年のクアーズ・クラシックで、レモンとイノーの仲は決定的に決裂した。このレースでイノーは現役最後の優勝を果たすことになるが、レモンはこのレースではイノーのアシストに回っていた。しかし、レース中順位を上げようと速度を上げたレモンの走り（結果的にレモンは2位となった）をイノーは自分へのアタックと思い込み、レモンを激しく非難した。それに対してレモンは、このレースでは自分はアシストに徹するつもりだとして弁明を試みたがイノーは聞かず、2人は激しい口論となってしまった。ここで2人の仲は完全に終わってしまったとレモンは語っている。

## 事故からの生還
1987年のツール・ド・フランスを2か月後に控えた1987年4月20日、レモンにとって不幸な事故がカリフォルニアで起きた。狩猟中、同行者の散弾銃の弾がレモンの胸に当たったのである。レモンは大量に出血し、生死の淵をさまよった。一命をとりとめ、その後はリハビリに励むものの、都合2回、ツール・ド・フランス出場が不可能になった。この間、所属チームも東芝ルック（前身はラ・ヴィ・クレール）から、P.D.Mと変わったが成績は振るわず、プロ・ロードマン・ランキングも1986年の6位から345位にまで下降してしまった。1988年、P.D.Mから放出される形でベルギーの弱小チーム、ADRボテッキアに移籍した。

## ツール・ド・フランスでの復活

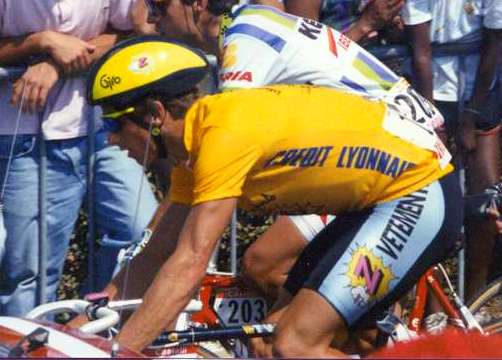
マイヨ・ジョーヌを着たグレッグ・レモン（1990年ツール・ド・フランス最終ステージのスタート地点にて）

復活を期した1989年、ツール・ド・フランスに先立って参戦したジロ・デ・イタリアでもレモンは総合47位と振るわず、総合優勝を果たしたローラン・フィニョンの遥か後塵を拝することとなった。しかし、最後の個人タイムトライアルでは2位と健闘し、復活の兆しも見せつつはあった。なおフィニョンも1983年と1984年に2年連続でツール・ド・フランスを連覇した後に負傷などで低迷し、「勝てない王者」などと呼ばれるようになっており、レモンより一足先に復活を果たすこととなった。ルノー・エルフ時代にはチームメイトでもあり、同じくベルナール・イノーのアシスト役を担っていたレモンとフィニョンは、人間関係においては決して良好ではなかったが、選手としては互いに一定の敬意を払い合っており、また負傷と低迷から復活を期す者同士としての共感も抱き合っていた。1989年のツール・ド・フランスで、レモンは37もの散弾片を体（いくつかは心臓のそば）に残したまま、20位以内を目標にした。直前のジロ・デ・イタリアでの不振、また所属チームも弱小のADRボテッキアということでレース前の前評判は低かった。
しかし、レースが始まってみると、得意のタイムトライアルで好成績を残すとともに、アシスト陣が非力なために苦戦が予想された山岳ではフィニョンのスーパーUチームのアシストを借りる巧みな「間借り作戦」で上位をキープし続け、最終ステージ、パリでの個人タイムトライアル時点で、レモンは総合2位。ローラン・フィニョンにタイム差+50秒で迫っていた。レモンは当時最新のエアロバーバイクでタイムトライアルに臨み、フィニョンにこのステージで逆転。総合で8秒差でマイヨ・ジョーヌを奪い、個人総合優勝を果たした。
数週間後、さらにレモンは世界選手権プロロードレースで、最後のゴールスプリントを制し、2度目の優勝を果たす。レモンは自転車選手として初めて、『スポーツ・イラストレイテッド』誌の1989年度スポーツマン・オブ・ザ・イヤーの栄誉に輝いた。
翌1990年のツール・ド・フランスにレモンは移籍したZチームのエースとして、前年の世界選手権優勝者としてマイヨ・アルカンシェルジャージを着て臨んだ。序盤はライバルたちのマークに苦しみ、先行したクラウディオ・キアプッチ、スティーブ・バウアー、チームメイトの、ロナン・パンセックらに大きく出遅れてしまったためにレース中、監督命令によって一時的にエースから降格し、その時点でマイヨ・ジョーヌを獲得していたパンセックのアシストに回る状況にもなった。レモンはチームオーダーに従いパンセックのアシストしながらも、第12ステージ個人タイムトライアルで地道にタイム差を縮め、またパンセックがこの時点でマイヨ・ジョーヌを失ったこともあって、その後エースに復帰、最終日前日の個人タイムトライアル開始時点では首位のクラウディオ・キアプッチに対して5秒差の2位にまで順位を戻していた。結局一度もステージ優勝はできなかったが、前年同様最終の個人タイムトライアル（この年は最終日前日）でマイヨ・ジョーヌを獲得し自身3度目の総合優勝を果たした。

## 後遺症による引退
4勝目を狙った翌1991年のツール・ド・フランスは、総合優勝したミゲル・インドゥラインから13分13秒遅れの7位に終わった。
1992年にレモンは、アメリカ人初のツアー・デュポン勝者となる。しかし、これがプロ選手として最後の優勝となった。　
ツール・ド・フランスでは序盤ではそこそこの成績を残すものの、山岳コースや高速化した際に集団からちぎれることを繰り返し、1992年、1994年とリタイアに終わった。この不甲斐ない走りで「ハングリー精神を失い、自らが有するブランドの自転車を売り込むことばかり考えている」、「アスリートではなくビジネスマン」などとマスコミに叩かれた。しかし、その後の検査により、1987年の事故で体内に残された散弾の鉛が原因と考えられるミトコンドリア性筋肉疾患が進行していることが判明する。　日常生活では支障がないものの、高いレベルの運動を行った時には筋肉に酸素が供給されず、異常な疲労と体力低下を招くというアスリートにとって致命的な病であった。この検査結果を受けて、1994年12月3日にロサンゼルスで開かれたアメリカ自転車連盟各賞授賞式で、プロ自転車選手としての引退を発表した。
1997年のインタビューで、レモンは優勝し損ねた1985年ツール、そして狩猟事故後の1987 - 1988年のブランクによって失ったチャンスを悔やみ、「仕方がないけど、レースの歴史は書き換えられないからね。」「でも、ツールで5回は優勝できたはずなんだ。そう断言できる。」とコメントしている。

## 引退後
自転車競技とフィットネス分野の専門性を生かして、引退後はLeMond Bicycles（トレック・バイシクルの1部門であったが現在は離脱）やLeMond Fitnessなどの会社を起こした。また、一時期、運転技術を競うレースから離れられず数年間モータースポーツにはまっていた。
2005年に行われた日本のアマチュアレース、ツール・ド・草津には特別ゲストとして参加し、日本のファンに元気な姿を見せた。
2009年ツアー・オブ・ジャパンにも特別ゲストとして来日し、最終東京ステージではパレード走行時に先導役を務めた。
2013年10月に岩手県陸前高田市で行われたツール・ド・三陸には特別名誉ライダーとして参加。被災地へのメッセージを寄せた。2013年11月には自らプロデュースしたフレームの限定発売が発表された。レモンがツール・ド・フランスで総合優勝した年にちなんだモデル名で【Tour86】【Tour89】【Tour90】の3種類、全世界で各モデル100本のみの限定生産である。
現在はミネソタ州メディナ在住。

## ドーピングへの批判
後年ランス・アームストロングのドーピング問題を激しく批判したが、それ以前の現役時代からロードレース界のドーピングと薬物規制の緩さに対して一貫して批判していた。
- 「成績を見れば、選手が薬物を使用しているとか、上手にトレーニングをこなしていないとかがわかるものですよ。そういう選手に限ってある週は成績が良くて次の週は悪かったり」
- 「プロのレースで最も誤っているのは薬物規制をしていないことですね。必要なことですよ。ずいぶんたくさんの選手が薬物を使用しているんです。そんなことをするなんて本当に馬鹿げていますよ」
- 「選手の何人かが足の腱に問題があるのは、薬物を使用しているからなんです」
- 「薬物を使用するやつなんて馬鹿ですよ。ステロイドは本当に有害ですよ。それに頼りきりになっちゃいますからね」
- 「結局は自分で自分の選手生命を縮めて、代価を支払わされることになるんです」

レモンの同時代の選手としては、ローラン・フィニョン、ペドロ・デルガドらには陽性反応の履歴があった。一方レモンは、確執のあったベルナール・イノーについては、そのクリーンさを認める発言をしている。P.D.M在籍時代、チームのマッサージ師だったオット・ジャーコムの言によれば、レモン自身は何の問題もないビタミン剤の注射すらしなかった。

## アームストロングへの批判と戦い
2001年に、レモンは当時ツール・ド・フランスを連覇中であったランス・アームストロングの成功をドーピングの力によるものと示唆し、論争を巻き起こした。「アメリカ人によるツール総合優勝」、「生命の危機からの奇跡の復帰」といった共通項を有する先輩が、ツールで活躍を続ける現役選手を批判したことは、世界的に衝撃を与えることになった。
さらに、アームストロングがツール連覇を続けた2004年7月にも、再び「もしもアームストロングがクリーンなら、まれにみる復活劇だ。そしてもしもクリーンではなかったとしたら、史上まれにみる茶番だ」とコメントした。また「ランスにはなんでも秘密にしておける才能があるようだね。どうやってみんなに潔癖さを信じ込ませ続けているのか私には理解不能だ」と『ル・モンド』紙へのコメントで語った。
これに対しアームストロングは反論し、著書においても引用している。しかし、レモンはアームストロングやドーピングへの批判を止めず、そのためさまざまな報復や困難に遭うことになった。
- 2006年、レモンは、後にアームストロングのドーピングを告発した1人で、自身もドーピングによって2006年のツール・ド・フランス総合優勝のタイトルを剥奪されたフロイド・ランディスに対する公聴会にエディ・メルクスとともに参考人として証言を求められていたが、そのマネージャーから公聴会に出廷しないよう脅迫電話を受けていた。後日、ランディスのマネージャーは脅迫電話の事実を認め、レモンとその家族に謝罪した[27][注釈 8]。
- 2008年、レモンのブランドバイク「LeMond Bicycles」を販売していたトレック・バイシクル（トレックはアームストロングの主なスポンサー）は、レモンが長年アームストロングとトレックに対して「悪意あるコメント」を行ってきたとして、販売停止を求める訴訟を提訴した[28]。これによってレモンは以降5年間にわたって、事実上同車の販売ができなくなってしまった[注釈 9]。

2012年8月24日、米国反ドーピング機関（USADA）は、ドーピング違反で告発したランス・アームストロングについて、7連覇を達成したツール・ド・フランスのタイトルが含まれる1998年8月1日から2012年現在までの競技成績を剥奪、さらに自転車競技からの永久追放処分を科す、と発表。10月25日、レモンは、アームストロングのドーピング問題の混乱を招いた責任は、UCI現会長のパット・マッケイドと、前会長のハイス・フェルブリュッヘンにあるとして、自らのフェイスブックにしたためた文章を複写し、マッケイドの即時解任を要求する書簡をUCIに送った。
2013年1月14日にはアームストロング自身もドーピングを行っていたことを認めた。この結果、レモンの指摘は正しかったことが証明されたが、その間にレモンが受けたさまざまな妨害や被害はとても大きいものであった。

## 主な戦績
1977年
- アメリカ・ナショナル・ロードレース選手権ジュニア部門　優勝

1979年
- 世界選手権自転車競技大会ロードレース ジュニア部門　優勝
- アメリカ・ナショナル・ロードレース選手権ジュニア部門　優勝

1981年
- クアーズ・クラシック 総合優勝
  - 第1、7ステージ優勝

1982年
- ツール・ド・ラブニール 総合優勝
  - 第4、5、8ステージ優勝
- 世界選手権プロロードレース 2位

1983年
- クリテリウム・デュ・ドフィネ 総合優勝
  - 第1、5、7bステージ優勝
- 世界選手権プロロードレース 優勝
- ジロ・ディ・ロンバルディア 2位

1984年
- ツール・ド・フランス 総合3位
  - マイヨ・ブラン

1985年
- クアーズ・クラシック 総合優勝
  - 第5ステージ優勝
- ジロ・デ・イタリア 総合3位
- 世界選手権プロロードレース 2位
- ツール・ド・フランス 総合2位
  - 第21ステージ優勝
  - コンビネーション賞
- パリ〜ルーベ 4位

1986年
- ツール・ド・スイス 総合3位
- クアーズ・クラシック 総合2位
- パリ〜ニース 3位
- ミラノ〜サンレモ 2位
- ジロ・デ・イタリア 総合4位
  - 第5ステージ優勝
- ツール・ド・フランス 総合優勝
  - 第13ステージ優勝
  - コンビネーション賞

1989年
- 世界選手権プロロードレース 優勝
- ツール・ド・フランス 総合優勝
  - 第5、9、21ステージ優勝

1990年
- 世界選手権プロロードレース 4位
- ツール・ド・フランス 総合優勝

1991年
- ツール・ド・フランス 総合7位

1992年
- ツアー･デュポン総合優勝
  - プロローグ優勝